# ディープ・エンド・ライブ
ディープ・エンド・ライブ (Deep End Live!)は、ピート・タウンゼントのディープ・エンド・バンドがイギリスロンドンのブリクストン・アカデミーで1985年11月１日、２日に行ったライヴ・パフォーマンスから選曲したアルバム。タウンゼント以外のバンド・メンバーはピンク・フロイドのギタリスト、デヴィッド・ギルモア、ドラマーはサイモン・フィリップス、キーボードはジョン・"ラビット"・バンドリック、ジョディ・リンスコットがパーカッション、ハーモニカにはピーター・ホープ・エヴァンズといった面々である。その他、キック・ホーンズのホーン・セクションとコーラスが入っている。本作は1986年8月に米国でアトコ・レコードよりリリースされた。
後になり、コンサート全体を収録する形のアルバム『Live: Brixton Academy '85』もリリースとなっている。
ザ・フーとタウンゼントのソロの楽曲以外に、本作でタウンゼントは2つのR&Bの曲をカバーしている。一つは、スクリーミン・ジェイ・ホーキンズの"I Put a Spell on You"、もう一つはニューオーリンズのシンガーロバート・パーカーの”Barefootin’”である。『 トミー』でザ・フーが取り上げたサニー・ボーイ・ウィリアムソンIIの"Eyesight to the Blind"をここでは、オリジナルのウィリアムソンのバージョンに近い形のブルースとして演奏している。
"After the Fire"は、元々ロジャー・ダルトリーのソロ作『Under a Raging Moon』に収録されたタウンゼント作の楽曲。また本作では、タウンゼントは、ザ・ビートの"Save It for Later"も取り上げている。

## 収録曲
記載のない曲の作詞作曲は、ピート・タウンゼント。
Side 1
1. "Barefootin'" (Robert Parker) - 3:09
2. "After the Fire" - 4:36
3. "Behind Blue Eyes" - 3:40
4. "Stop Hurting People" - 5:09
5. "I'm One" - 2:36

Side 2
1. "I Put a Spell on You" (Jay Hawkins) - 4:03
2. "Save It for Later" (Roger Charlery, Andy Cox, Everett Morton, David Steele, Dave Wakeling) - 4:10
3. "Pinball Wizard" - 3:00
4. "A Little Is Enough" - 5:20
5. "Eyesight to the Blind" (Sonny Boy Williamson) - 3:02[2]

ボーナス・トラック
1. "Magic Bus" - 4:03
2. "Won't Get Fooled Again" - 6:08